# Андрусенко Дмитро Олександрович
Дмитро́ Олекса́ндрович Андрусенко (нар. 24 вересня 1992, Салават, Башкортостан, РФ — пом. 19 квітня 2014, Донецьк, Україна) — молодший сержант (посмертно) військової служби за контрактом військової частини спеціального призначення, старший розвідник 1 відділення 1 групи спеціального призначення, 9 роти спеціального призначення, 3 загону спеціального призначення 3-го окремого полку спеціального призначення ГУР МО, в/ч А0680 (Кіровоград) Збройних сил України. Учасник російсько-української війни.

## Життєпис
Дмитро Андрусенко народився в Башкирії (місто Салават), але з дитинства жив у Кременчуці. Згодом сім'я перебралася в село Кривуші Піщанської сільської ради, що поряд з Кременчуком. Закінчив Піщанську гімназію.
З 14 років займався боксом у кременчуцькому спортивному клубі «Фортуна».
У 2011 році закінчив кременчуцьке ПТУ № 22 (нині ПТУ-26) м. Кременчук за спеціальністю слюсар з ремонту автомобілів. Дмитро вирішив стати військовим, хотів служити у військах спецпризначення, тому не пішов на строкову службу, а одразу підписав контракт на 3 роки. Коли почалися події в Криму і на Сході, до завершення контракту залишалося пів року, Дмитро збирався продовжити службу в правоохоронних органах.
Старший солдат, старший розвідник кіровоградського 3-го окремого полку спеціального призначення.
7 квітня 2014 року бійців 3 полку направили охороняти аеропорт «Донецьк». Тоді боїв за нього ще не було, літали повітряні судна, обслуговувалися авіарейси.
19 квітня 2014 року Дмитро Андрусенко загинув близько 1 год. 30 хв. Напередодні до Донецька прилітала екс-премєр-міністр України Юлія Тимошенко для переговорів з місцевими активістами, керівництвом області та силових структур, і трагедія сталася буквально через декілька хвилин після того, як борт з Юлією Тимошенко відлетів на Київ.
За даними Міністерства Оборони, солдат, котрий стояв у караулі, почув якийсь шум, оцінив це як намагання проникнути у будівлю аеропорту і відкрив вогонь на ураження. А це, як виявилося, був свій — Дмитро Андрусенко. Від отриманого поранення боєць загинув на місці.
Дмитро Андрусенко став першим кременчужанином, котрий загинув під час антитерористичної операції.
Похований 21 квітня 2014 року на кладовищі с. Піщане. Залишилися батьки, сестра, а також наречена, яка вже після загибелі Дмитра народила доньку.

## Нагороди
- За особисту мужність і героїзм, виявлені у захисті державного суверенітету та територіальної цілісності України, відзначений — нагороджений орденом «За мужність» III ступеня (19.07.2014, посмертно)[3].
- Рішенням Полтавської обласної ради від 21 жовтня 2015 року нагороджений відзнакою «За вірність народу України» І ступеня (посмертно).

## Вшанування пам'яті
- Ім'я Дмитра Андрусенка внесене до Книги Пошани Полтавської обласної ради[4].
- У вересні 2016-го на фасаді ПТУ № 26 м. Кременчук (колишнє ПТУ № 22) відкрито пам'ятну дошку випускнику Дмитру Андрусенку[5][6].
- 13 жовтня 2016 року меморіальну дошку на честь Дмитра Андрусенка встановлено на фасаді гімназії с. Піщане[7].
- 2017 року іменем Дмитра Андрусенка названо одну з вулиць міста Кременчук в новому мкр «Озерний»[8].